# Arnold Hugh Martin Jones
Arnold Hugh Martin Jones (9 de març de 1904 − 9 d'abril de 1970) -conegut com a AHM Jones- va ser un important historiador britànic del segle xx, especialitzat en l'antiguitat clàssica i, en particular, en l'Imperi Romà.

## Biografia
La seva obra més coneguda,The Later Roman Empire, 284-602(1964), és considerada la història narrativa definitiva de l'Imperi Romà tardà i de començaments de l'Imperi Romà d'Orient, començant amb el govern de l'emperador Dioclecià i acabant amb l'emperador romà d'Orient Maurici. Una de les crítiques modernes més habituals a la seva obra és que es basa essencialment en fonts primàries de caràcter literari i epigràfic, metodologia basada en la formació historiogràfica del mateix autor. D'altra banda, els estudis arqueològics estaven encara gairebé inèdits en l'època en què va escriure l'autor, la qual cosa limitava la quantitat de proves en què podia basar els seus estudis.
Va publicar el seu primer llibre, The Cities of the Eastern Roman Provinces, el 1937. El 1946, va esdevenir el cap del departament d'Història Antiga del University College de Londres. El 1951 es va traslladar a la Universitat de Cambridge, on va ocupar el mateix càrrec.

## Obres
- The Cities of the Eastern Roman Provinces (1937)
- The Herods of Judaea (1938)
- The Greek City from Alexander to Justinian (1940)
- Ancient Economic History (1948)
- Constantine and the Conversion of Europe (1948)
- Athenian Democracy (1957)
- Studies in Roman Government and Law (1960)
- The Later Roman Empire, 284–602: A Social, Economic and Administrative Survey (1964)
- Sparta (1967)
- The Decline of the Ancient World (1968)
- Augustus (1970)
- The Prosopography of the Later Roman Empire, amb John Robert Martindale i John Morris (1971)